# Mexitlia altima
Mexitlia altima är en spindelart som beskrevs av Bond och Brent D. Opell 1997. Mexitlia altima ingår i släktet Mexitlia och familjen kardarspindlar. Inga underarter finns listade i Catalogue of Life.